# Стяуа (футбольный клуб, 2017)
КСА «Стяуа» Бухарест (рум. CSA Steaua București — Clubul Sportiv al Armatei Steaua București; или просто «Стяуа» (рум. Steaua — рус. Звезда) — румынский футбольный клуб из Бухареста. Является частью одноимённого спортивного клуба Бухареста, который находится в ведомстве Министерства национальной обороны Румынии и имеет также ряд секций по другим видам спорта. Был воссоздан в качестве футбольной секции армейского спортклуба в 2017 году.
С 2021 года выступает во второй по уровню лиге Румынии — Лиге II. Домашний стадион — «Стяуа», открытый в 2021 году на месте прежнего.

## История
ASA Bucureşti (Asociația Sportivă a Armatei Bucureşti – «Армейская спортивная ассоциация») был основан 7 июня 1947 года по инициативе нескольких офицеров Румынского королевского дома. Создание произошло по указу, подписанному генералом Михаем Ласкаром, Верховным главнокомандующим Румынской королевской армией. Первоначально оно было сформировано как спортивное общество с семью секциями, включая футбольное, под руководством Коломана Браун-Богдана.
В 1949 году клуб выиграл свой первый трофей - Кубок Румынии, победив в финале КСУ Клуж со счетом 2–1. Затем ему удалось выиграть три Чемпионата подряд в 1951, 1952 и 1953 годах, а также свой первый дубль (Чемпионат и Кубок) в 1951 году. В 1950-х годах так называемая «Золотая команда Бухареста» стала национально известной. В 1956 году сборная Румынии (состоящая исключительно из игроков Бухареста) играла с Югославией в Белграде и выиграла со счетом 1–0.
В конце 1961 года клуб снова сменил название на CSA Steaua Bucureşti (Clubul Sportiv al Armatei Steaua – «Армейский спортивный клуб Стяуа»). Новое название клуба переводится как «Звезда» и было принято из-за присутствия на его гербе красной звезды, символа большинства армейских клубов Восточной Европы. Последовал не самый удачный период почти в два десятилетия, в течение которого клуб выиграл всего три чемпионата (1967–68, 1975–76, 1977–78). Зато команда выиграла девять национальных кубковых трофеев, за что получила прозвище «Специалисты по кубкам». Также в этот период, 9 апреля 1974 года товарищеским матчем против ОФК «Белград» был открыт свой стадион Стяуа – Генча.
Под руководством тренеров Эмерика Енея и Ангела Йордэнеску «Стяуа» провела впечатляющую чемпионскую серию в сезоне 1984–85, выиграла Чемпионат после шестилетнего перерыва. В сезоне 1986 «Стяуа» стал первым румынским клубом, вышедшим сначала в финал Кубка европейских чемпионов, а затем выиграв у Барселоны по пенальти (2–0 благодаря голкиперу Хельмуту Дукадаму, отразившему все четыре пенальти соперников), после нулевой ничьей в основное время. Таким образом, «Стяуа» стал первым Восточноевропейским клубом, завоевавшим трофей Кубка чемпионов. В 1987 году Стяуа выиграл матч за Суперкубок Европы у киевского Динамо со счётом 1–0. «Стяуа» оставался на вершине европейского футбола до конца десятилетия, проведя ещё один полуфинал Кубка европейских чемпионов в 1987–88 годах и еще один финал Кубка европейских чемпионов в 1989 году (проиграв «Милану» со счетом 4–0). В это время также были выиграны четыре Чемпионата (1985-86, 1986-87, 1987-88 и 1988-89) и четыре Кубка (1984–85, 1986–87, 1987–88, 1988–89). Кроме того, с июня 1986 года по сентябрь 1989 года «Стяуа» провёл рекордную беспроигрышную серию из 104 матчей в чемпионате, установив мировой рекорд на то время и европейский рекорд, который до сих пор не побит.
Румынская революция привела страну к свободному открытому рынку, и впоследствии несколько игроков команды 1980-х годов уехали в другие клубы на Западе. После непродолжительного снижения результатов последовал быстрый взлёт, и «Стяуа» сумел выиграть шесть чемпионатов подряд в период с 1992–93 по 1997–98 годы, повторив рекорд Кинезул (Тимишоара) 1920-х годов, а также ещё три кубка в 1995–96, 1996–1997 и 1998–99 годах. На международной арене клубу удалось выйти в групповой раунд Лиги чемпионов УЕФА три года подряд, с 1994–95 по 1996–97 годы.

## Отделение футбольной секции и судебные иски
В 1998 году футбольная секция «Стяуа» отделилась от сообщества КСА «Стяуа» и сменила название на АФК «Стяуа Бухарест». Ей стала управлять некоммерческая ассоциация, возглавляемая румынским бизнесменом Виорелом Пэунеску. Пэунеску плохо зарекомендовал себя на посту президента, и вскоре клуб погряз в долгах. Гёрге Бекали, другому бизнесмену, предложили должность вице-президента в надежде на более крупные инвестиции в клуб. В 2003 году Бекали сумел получить контроль над клубом, превратив его из некоммерческой в публичную акционерную компанию. Бекали и его структуры обеспечивали жизнедеятельность клуба, но долги клуба продолжали расти. После этого он создал новое юридическое лицо, обанкротив старое и списав долги, новый клуб объявил правопреемником исторического «Стяуа». При этом, Верховным судом Румынии было признано, что регистрация бренда «Стяуа», сделанная Бекали в 2004 году, через год после приобретения клуба, была незаконной.
В 2014 году Министерство обороны обратилось в суд, заявив, что клуб, представлявший новое юридическое лицо, не имеет право на историческое название и логотип. Суд удовлетворил требования, обязав новый клуб играть без названия и эмблемы. Команда ряд матчей проводила, играя без эмблемы на футболках, комментаторы и дикторы на стадионах не называли название клуба, оно не отображалось и на табло. В январе 2015 года клуб сменил эмблему и представил новое название ФКСБ, которое было официально утверждено в 2017 году.
Вскоре в КСА «Стяуа» инициировали новый иск, теперь уже по вопросу преемственности — что настоящим наследником «Стяуа» является клуб КСА «Стяуа», а не ФКСБ. И в 2019 году суд удовлетворил иск представлявшего интересы клуба КСА «Стяуа» Флорину Талпану. Таким образом, ФКСБ был лишён всех титулов, которые были завоёваны клубом «Стяуа» в период с 1947 по 2003 год.
В 2021 году апелляционный суд вынес решение, частично изменив прежнее: к КСА «Стяуа» переходят титулы, завоёванные исторической командой, не с 1947 по 2003, а с 1947 по 1998 год. Также КСА «Стяуа» по-прежнему (с 2017 года) требует от Бекали компенсации в размере 37 миллионов евро для покрытия ущерба, причиненного незаконным использованием бренда «Стяуа» в период с 2003 по 2014 год. Также, сообщалось, что в 2022 году суду предстояло вынести ещё одно решение по очередной апелляции ФК ФКСБ (крайним сроком называлось 3 ноября).

## Восстановление футбольной секции
В 2017 году футбольная секция при армейском спортклубе была восстановлена, и команда КСА «Стяуа» начала выступать с четвёртого дивизиона с системе лиг Румынии.
Тем временем, по итогам сезона-2020/21, команда вышла во второй по значимости дивизион Румынии.
В марте 2022 года Федерация футбола Румынии выпустила заявление, в котором говорилось о том, что КСА «Стяуа» не имеет права на выход в высший дивизион — Лигу I из-за свой организационно-правовой формы — закон о спорте не допускает участие ведомственных клубов в соревнованиях высшего уровня, организуемыми Профессиональной футбольной лигой. По итогам сезона-2021/22 команда завоевала право на участие в стыковых матчах с командой Лиги I, но не была допущена к ним, её место заняла «Конкордия», финишировавшая следом в турнире шести команд. По итогам сезона 2022/23 команда досрочно заняла 2-е место, которое позволяет напрямую выйти в высший дивизион, но права на повышение не получила, в Лигу I вышел занявший 3-е место «Оцелул».

## История названий клуба
| Годы       | Название           |
| 1947-1948  | АСА Бухарест       |
| 1948-1950  | ЦСКА Бухарест      |
| 1950-1961  | ККА Бухарест       |
| 1961-1998  | КСА Стяуа Бухарест |
| 1998-2003  | АФК Стяуа Бухарест |
| 2017-н. в. | КСА Стяуа Бухарест |

## Достижения
В 2019 году суд постановил считать принадлежащим футбольному клубу КСА «Стяуа» Бухарест достижения исторического футбольного клуба «Стяуа» с 1947 по 2003 год, в 2021 году — достижения с 1947 по 1998 год. Сообщалось также о предстоящем вынесении решения в 2022 году на ещё одну апелляцию к ФК СБ.

### Национальные титулы
Чемпионат Румынии
- Чемпион (20, рекорд): 1951, 1952, 1953, 1956, 1959/60, 1960/61, 1967/68, 1975/76, 1977/78, 1984/85, 1985/86, 1986/87, 1987/88, 1988/89, 1992/93, 1993/94, 1994/95, 1995/96, 1996/97, 1997/98
- Серебряный призёр (9): 1954, 1957/58, 1962/63, 1976/77, 1979/80, 1983/84, 1989/90, 1990/91, 1991/92
- Бронзовый призёр (6): 1958/59, 1963/64, 1964/65, 1969/70, 1970/71, 1978/79

Лига IV Бухарест
- Чемпион (1): 2019/20[англ.]

Третья лига
- Чемпион (1): 2020/21[англ.]

Кубок Румынии
- Обладатель (20, рекорд): 1948/49[англ.], 1950[англ.], 1951[англ.], 1952[англ.], 1955[англ.], 1961/62[англ.], 1965/66[англ.], 1966/67[англ.], 1968/69[англ.], 1969/70[англ.], 1970/71[англ.], 1975/76[англ.], 1978/79[англ.], 1984/85[англ.], 1986/87[англ.], 1987/88[англ.], 1988/89[англ.], 1991/92[англ.], 1995/96[англ.], 1996/97[англ.]
- Финалист (7): 1953[англ.], 1963/64[англ.], 1976/77[англ.], 1979/80[англ.], 1983/84[англ.], 1985/86[англ.], 1989/90[англ.]

Суперкубок Румынии
- Обладатель (3): 1994[англ.], 1995[англ.], 1998[англ.]

### Международные титулы
Кубок европейских чемпионов
- Победитель: 1986
- Финалист: 1989

Кубок обладателей кубков УЕФА
- Четвертьфиналист (2): 1972, 1993

Суперкубок УЕФА
- Победитель: 1986

Межконтинентальный кубок
- Финалист: 1986

## Результаты
| Чемпионат | Чемпионат                       | Чемпионат                                  | Чемпионат                                  | Чемпионат                                  | Чемпионат                                  | Чемпионат                                  | Чемпионат                                  | Чемпионат                                  | Чемпионат                                  | Чемпионат                                  | Чемпионат                                  | Кубок          |
| Сезон     | Лига                            | Лига                                       | Лига                                       | Место                                      | И                                          | В                                          | Н                                          | П                                          | Мячи                                       | О                                          | Примечания                                 | Кубок          |
| --------- | ------------------------------- | ------------------------------------------ | ------------------------------------------ | ------------------------------------------ | ------------------------------------------ | ------------------------------------------ | ------------------------------------------ | ------------------------------------------ | ------------------------------------------ | ------------------------------------------ | ------------------------------------------ | -------------- |
| 2017/18en | 4-й дивизион                    | зона Бухарест                              | регулярный чемпионат                       | 2 из 15                                    | 28                                         | 23                                         | 4                                          | 1                                          | 154-9                                      | 73                                         | выход в следующий этап с 2 очками          | —              |
| 2017/18en | 4-й дивизион                    | зона Бухарест                              | за выход в плей-офф                        | 2 из 4                                     | 3                                          | 1                                          | 1                                          | 1                                          | 7-3                                        | 6                                          |                                            | —              |
| 2018/19en | 4-й дивизион                    | зона Бухарест                              | регулярный чемпионат                       | 1 из 16                                    | 30                                         | 18                                         | 1                                          | 1                                          | 191-6                                      | 85                                         | выход в следующий этап с 3 очками          | —              |
| 2018/19en | 4-й дивизион                    | зона Бухарест                              | за выход в плей-офф                        | 2 из 4                                     | 3                                          | 2                                          | 0                                          | 1                                          | 7-2                                        | 9                                          |                                            | —              |
| 2019/20   | 4-й дивизион                    | зона Бухарестen                            | зона Бухарестen                            | 1 из 15                                    | 18                                         | 18                                         | 0                                          | 0                                          | 156-5                                      | 54                                         | выход в финальный турнир                   | 4-й раунд      |
| 2019/20   | 4-й дивизион                    | финальный турнирen — зона 6 (Юг), группа B | финальный турнирen — зона 6 (Юг), группа B | 1 из 3                                     | 2                                          | 2                                          | 0                                          | 0                                          | 14-1                                       | 6                                          | Выход в третью лигу                        | 4-й раунд      |
| 2020/21en | Третья лига                     | зона 4                                     | зона 4                                     | 1 из 10                                    | 18                                         | 15                                         | 3                                          | 0                                          | 48-8                                       | 73                                         | выход в плей-офф                           | 2-й раунд      |
| 2020/21en | Третья лига                     | плей-офф                                   | 1-й раунд                                  | 1-й раунд                                  | 2                                          | 2                                          | 0                                          | 0                                          | 4-0                                        | 6                                          | выход во 2-й раунд                         | 2-й раунд      |
| 2020/21en | Третья лига                     | плей-офф                                   | 2-й раунд                                  | 2-й раунд                                  | 2                                          | 2                                          | 0                                          | 0                                          | 4-1                                        | 6                                          | Выход в Лигу II                            | 2-й раунд      |
| 2021/22en | Лига II                         | регулярный чемпионат                       | регулярный чемпионат                       | 4 из 20                                    | 19                                         | 11                                         | 4                                          | 4                                          | 31-13                                      | 37                                         | выход в турнир шести                       | 2-й раунд      |
| 2021/22en | Лига II                         | турнир шести                               | турнир шести                               | 4 из 6                                     | 10                                         | 3                                          | 4                                          | 3                                          | 10-10                                      | 50                                         | выход в стыковые матчи                     | 2-й раунд      |
| 2021/22en | стыковые матчи Лига II / Лига I | стыковые матчи Лига II / Лига I            | стыковые матчи Лига II / Лига I            | Недопуск в соответствии с законом о спорте | Недопуск в соответствии с законом о спорте | Недопуск в соответствии с законом о спорте | Недопуск в соответствии с законом о спорте | Недопуск в соответствии с законом о спорте | Недопуск в соответствии с законом о спорте | Недопуск в соответствии с законом о спорте | Недопуск в соответствии с законом о спорте | 2-й раунд      |
| 2022/23en | Лига II                         | регулярный чемпионат                       | регулярный чемпионат                       | 1 из 20                                    | 19                                         | 12                                         | 4                                          | 3                                          | 37-18                                      | 40                                         | выход в турнир шести                       | раунд плей-офф |
| 2022/23en | Лига II                         | турнир шести                               | турнир шести                               | 2 из 6                                     | 10                                         | 3                                          | 3                                          | 4                                          | 16-18                                      | 52                                         | место в зоне прямого выхода в Лигу I       | раунд плей-офф |

1. ↑  Из-за ситуации, сложившейся на фоне пандемии коронавируса, первенство было сначало приостановлено, а затем досрочно завершено с утверждением промежуточных результатов. Формат финального турнира претерпел изменения.